# 小須田部長
小須田部長（こすだぶちょう）は、FNS系列局で放送されていた番組『笑う犬の生活』・『笑う犬の冒険』で放送されたコント、およびその主人公である架空の人物。内村光良が演じた。

## 概要
内村光良演じる「小須田部長」が、転勤の為に様々な場所へ引っ越すために準備する様子を面白おかしく描いたストーリー仕立てのコント。
引っ越し準備の際、小須田部長は赴任先を一向に知らされないまま、用意した「いるもの」「いらないもの」と書かれた箱に私物の一部や思い出の品などを分類していくが、大半が元部下の原田によって「いらないもの」に分類される。常識的に考えてこれは必要だろうというものまで「いらないもの」に分類されるが、思わぬものが「いるもの」に分類され、次第に小須田部長が次の（非常識で過酷な）赴任先と業務内容を察していく様子が笑いどころである。最後は赴任先を知った小須田が「がんばれ〜負けんな〜力の限り生きてやれ〜」と泣きながら歌い、原田が転勤の原因を明かすのがお決まりとなっている。
とんでもない場所へ引っ越しさせられる小須田は、毎回その場所に驚異的なまでに順応するのだが、必ず1つ余計な事をしてしまって社長の怒りを買い、更にとんでもない場所へと転勤させられてしまう。なお、これについて本人は「良かれと思ってやったのに…」と発言するなど、自らの行動がいわゆる「地雷を踏む」ことになったという自覚がないようで、結果として自らの失敗が何であるかを学習しないまま同じ失敗を繰り返している。
第1章第1話で北海道へ転勤する前に女子社員から送られ、原田が「冬をおナメにならない方が…」と言いながら装着させた黄色の耳当てがトレードマークであり、最後まで装着し続けた。また、どんな過酷で危険な場所に行っても「名刺」「スーツ」「携帯電話」の3点だけは所持し続けている。日本に一時帰国した際には、番組の催し物として名刺交換イベントなるものも行われた。
当初は「小須田」という名前が付いておらず、コントのタイトルも『引っ越し』であった。第1章第3話から題名に「小須田部長」の名前が入る。なお、役職が「部長」であったのはほんのわずかで、実際には「支社長」「艦長」「男爵」など様々な役職についている。他にも、キラウエア火山の観測所への赴任に際して博士号を取得していないのに「博士」になったり、ニューヨークでは現地のサポートスタッフである黒人ギャング2人の「ブラザー」になったり、ナイアガラの滝で落下する際は「チャレンジャー」になったりと、純粋に役職や肩書と言うにはやや無理のあるものになったこともある。この他、砂漠の紛争地帯へ「親善大使」として赴任する際は「新しい名刺には本名ではなくコードネームを入れてください」と言われたり、ニューヨークの自由の女神に口紅を塗るのに際しては原田から「あなたはこれから、メイクアップアーチストのギイチ・コッスンになられるんですから」と言われるなど、本名と異なる名義を名乗ることもあった。
演じる内村は、基本的に小須田の設定通り50代の中高年男性の様な声色や口調で演じているが、稀に素の口調で素の声を発することがある。また、原田との会話は対等な口調であるが、驚きのあまり丁寧語を発することもある。
第1章から第3章に加えて番外編の2作品があり、内村と原田コンビによる、番組の黄金期を支えた名コントの一つとして今でも語り継がれている。

## プロフィール
本名は小須田 義一（こすだ ぎいち）。
1945年8月16日（太平洋戦争終戦の翌日）、内村と同じ熊本県人吉市生まれ。一浪を経て北九州大学（現実の北九州市立大学の旧校名とは異なる架空の大学）へ進学。卒業後は上京して「吉田宗之介商店」（現在の「ヨシダ・エンタープライズ」）に入社し、総務部部長の地位まで登りつめる。
特技は日本の歴代首相のモノマネ。赴任先を問わず現地の人間と短期間で親しくなり、その環境に順応しきってしまうなど多才かつ優秀な人物で、無茶な任務をしっかりとこなしていくが、ある理由によって「ヨシダ・エンタープライズ」の社員たちの中で社長から最も嫌われている「嫌われ社員」であるため、任務の成功が良い意味で反映されることは少ない。
あまりにもショックを受けた時に「あーっ！」と濁声で叫ぶ癖や、真剣な話をする時に眼鏡を外す癖がある。

### 家族・恋人
物語が始まる前は妻の益江と娘のえみりの3人家族で、両者とも小須田を見限って別居していたが、後に原田の「その方が小須田さんのためになる」という独断によって、原田が小須田に代わって離婚届に判を押すという形で協議離婚が成立していたことが発覚する。原田曰く「もう泣いてくれる親族はいない」。
益江
演 - 遠山景織子（第1章） / 大竹しのぶ（第3章）
得意料理は肉じゃが。12歳年下の歯科医と再婚し、47歳にして妊娠、出産するも後に離婚。さらに「ヨシダ・エンタープライズ」社長の娘の彼氏だった大学生と交際した後、社長・吉田正樹と結婚する。
えみり
演 - 中島知子（第1章） / 一色紗英（第3章）
1980年9月8日生まれ。19歳の頃に「えみ丸」の芸名でAV女優としてデビューし、IOC役員への接待を任された。後に吉田宗之介（「ヨシダ・エンタープライズ」の会長・創業者〈102歳〉）と結婚するが、程なく亡くなった彼の遺産を受け継いで同社の会長となり、原田と交際を始める。
聖子
「キャバレー聖子」のママ。56歳。小須田が過去に浮気をしていた相手だが、聖子によると「別に本気じゃなかったんだけど、だんだん向こうがね、本気になってきちゃってねぇ、困っちゃったのよねぇ」とのこと。

### その他の人間関係
原田 淳一郎
演 - 原田泰造
総務部時代の元部下。小須田の赴任先を訪れ、死の宣告にも等しい会社からの辞令を伝える強烈なメッセンジャー。また、その際に近況が明かされることが多い。
第1章では、立場が逆転してもかつての上司であった小須田を尊敬する好青年として描かれ、特に第1章第6話では新人時代に小須田から言われた「実るほど 頭（こうべ）を垂れる 稲穂かな」の言葉を大事にしていると語っていた。
第2章では会社が「アンヌグループ」に買収されてしまい、「ヨシダ・エンタープライズ」の生え抜き組の社員の立場が悪くなった結果、小須田と一緒に飛ばされる境遇となり、次第に腹黒さを露呈していく。
なお、原田は「ヨシダ・エンタープライズ」の専務の娘と結婚したが、第3章第6話の時点でえみりと既に交際を始めており、しかも砕けた口調で会話をするほどの仲となっていたことから、専務の娘との結婚生活は既に終わっていた模様。
社長
名前は吉田正樹（よしだ まさき）。姫路市出身。元々の関係は良好だったが、宴会で自身のモノマネを披露した小須田を一方的に目の敵にしており、彼の些細だが余計な行動に怒りを爆発させ、理不尽極まりない辞令を下す。
ただし、問答無用に嫌ってる訳ではないらしく、ある程度功績を重ねたらそれに見合う扱いをすることもあり、社長なりに寛容な様子も見て取れる。「人間が樽に乗ってナイアガラから落ちたらどうなるか？」という娘との賭けを小須田に実行させた際は、経緯こそ不明だが小須田が生きる方に賭けており、生存した小須田を帰国させる約束までしていた。
ユキコ
社長の娘。小須田を「おじさん」と親しく呼んでいたというが、ポメラニアン欲しさに行った父との賭けでは小須田が死ぬ方に賭けており、小須田はショックのあまり膝を突いている。

## 転勤遍歴
| 役職           | 場所             |
| -------------- | ---------------- |
| 部長           | 総務部           |
| 支社長         | 北海道           |
| 取締役         | ベネズエラ       |
| 艦長           | 潜水艦（大西洋） |
| 博士           | キラウエア火山   |
| 親善大使       | 砂漠の紛争地帯   |
| 隊長           | 南極             |
| ブラザー       | ニューヨーク     |
| なし           | エベレスト       |
| チャレンジャー | ナイアガラ       |

元々は総合商社「ヨシダ・エンタープライズ」に勤めるごく普通のサラリーマン部長で、社長のお気に入りの社員の中の1人でもあったのだが、同様の社員ばかりを集めた宴会で披露した社長のモノマネに本人が激怒し、程なくして北海道開発事業部土壌調査課利尻支部へ支社長として左遷される。
3ヶ月後、決算表の隅に社長の似顔絵を書いたことでベネズエラへ飛ばされた後、社長の誕生日プレゼントに年の数だけ松明を送ってしまったために潜水艦でタイタニック号を大西洋で捜索する任務に向かわされる。タイタニック号の発見に成功しこれから引き上げというタイミングを迎えると、たまたま潜水艦が浮上した時に見た綺麗な星空で来年の社長の運勢を星占いしたことが原因でハワイのキラウエア火山の観測所勤務となり、ちょっとした茶目っ気で社長宛のファックスに「マグマ大使より」と書いたことで親善大使として砂漠の紛争地帯へ飛ばされてしまった。さらに、CNNの取材の時に「社長見てますか」とVサインしたことが原因で、会社の女子社員達が会社の新しいマスコットに希望したピンクのペンギンを発見するために南極へ向かう。
南極では最初の偉業（？）とも言えるピンクのペンギンの発見に成功するも、会社の女子社員達には不評だったため原田が提案したパンダが新しいマスコットに選ばれるという結果に終わり、さらに基地で生まれた子犬に社長の名前をつけたことが原因でニューヨークのスラム街（近況報告ではサウス・ブロンクス）にテーマパークを建設するための地上げへ。しかし、国連本部の日の丸の旗の横に会社の旗を上げてしまった事が原因で、「出版した百科事典の印刷ミスを誤魔化すためにエベレストの頂上を1m高くする」という任務が下され、エベレスト登頂に向かう。
エベレストでは3往復して土嚢を積むが、報告書の最後に「雪男でも探しましょうか？」と書いたことが原因で転勤が決まる。原田との会話でアメリカの最初にナの付くところへ行くと知った小須田は宇宙行きを確信するものの、実際に行くのはナイアガラで、その目的は「樽に乗って滝から落ちる」というものだった。
ナイアガラでは滝の上流1km地点で準備をしていたが、誤って黄色の耳当てを川に落とし、それを拾おうとして自身も川に落下、生身の状態で滝へ流されてしまう。しかし、着用していたヘルメットを失って眼鏡が損傷しながらも、奇跡的な生還を果たす。「次は何処行って、何をするんだ！」と叫ぶ小須田だが、実は「滝に落ちた小須田が生きていたら日本へ帰す」と社長が約束していたことが明らかになり、ようやく日本へ一時帰国し、静岡支店の支店長となった。
その後、「ヨシダ・エンタープライズ」がチャン名倉（演：名倉潤）率いる香港の企業「アンヌグループ」に買収されてしまう。チャン名倉によって小須田と原田の2人に命令が下され、「アンヌミラーズ」のウェイトレス、アンヌタイガースのプロ野球選手、宝塚のアンドレ役を経て、横綱に昇進することになる。
「アンヌグループ」の撤退後、小須田は一時期は秘書室長となるが、またしても単身で様々な所へ赴任することになる。しかしその目的は会長に就任したえみりや、社長と再婚した益江のわがままを叶えさせるためのものに変化していき、白鯨の発見、CIA潜入、アトランティス大陸上陸、ドラキュラ伯爵との対面、少林寺を小林寺に改名、自由の女神に口紅を塗るなどの任務をこなした。ただし、この間に副社長に昇進している。
ICBMミサイル受け止めの任務を機に、ついに会社に反旗を翻すことを考えるが、時を同じくして地球に巨大隕石が接近。ついさっきまで反旗を翻そうとしていたのをすっかり忘れ、ホワイトハウス時代のコネを使ってNASAに「自分は日本のサラリーマンである」と理由を告げ、地球を救うため単身で宇宙へ引っ越す。そして、隕石衝突から地球を救う準備を全て終わらせるが、原田たちが地球を危機から救うことに集中するあまり、ついうっかり地球への帰還手段を用意し忘れていたことが原因で隕石から地球へ戻れなくなり、そこで益江とえみりの幻影を見つつ、命と引き換えに地球を救った。
死亡から4年後、墓を移動させようとする原田の前に現れ、最後の引っ越しを行う。なお、墓跡には社長になった原田の家が建っているようである。
『笑う犬2008』にて、中学生時代の小須田が描かれた。両親に身売りされソ連のカムチャッカへの移住が決まり、カムチャッカ2中に転校することを教師の原田から告げられる。

## コントのサブタイトル

### 第1章
第1話と第2話は『引っ越し』というタイトル。第3話で『小須田部長の引っ越し』というタイトルになるがサブタイトルは変わらず、第4話からサブタイトルが変わるようになる。
1. 引っ越し GOOD BYE!
2. 引っ越し2 GOOD BYE!
3. GOOD BYE!
4. ATLANTIC OCEAN
5. the Top of Hawaii
6. AREA 8508
7. THE SOUTH POLE
8. from N.Y.
9. エベレスト山頂編[注 28]
10. to HEAVEN
  - 最終話（to HEAVEN）直前に、海外の番組が特集を組んだという体裁で、過去に作成された映像だという『組織に魂を捧げた男 小須田部長～その誕生から現在まで～』が流される。内容は小須田の生い立ちと、社長お気に入りの社員から「嫌われ社員」へと転落する原因のホームビデオ映像に、浮気相手の聖子ママ、元部下の原田、妻の益江、娘のえみり（19歳のAV女優「えみ丸」）へのインタビュー映像が差し込まれる形となっている。

### 第2章
第2章は全て「Show must go on!」で固定。以下は便宜上の物。
1. アンヌミラーズ
2. アンヌタイガース
3. 宝塚

### 第3章
最終話を除いて「Show must go on!」で固定されているが、ドラキュラ編以降は日本語の「○○編」というサブタイトルが追加。最終話のみ「LOVE IS ENERGY」というサブタイトルで、映画『アルマゲドン』の壮大かつ感動的ですらあるパロディで締めくくられた。
※括弧内は便宜上の物。
1. （秘書室編）
2. （白鯨編）
3. （CIA編）
4. （アトランティス編）
5. ドラキュラ編[7]
6. 少林寺編
7. 自由の女神編
8. ホワイトハウス編
9. 東京本社編
10. ローマ編
11. 南太平洋・日本新領土編
12. ICBMミサイル東京直撃編
13. （最終話）

### 番外編
2つ存在する。
1. サブタイトルは「Show must go on!」。小須田の死から4年後の話が描かれる。
2. 『笑う犬2008』の新作。中学時代が描かれる。DVDでの収録タイトルは「小須田中学生」。